# Gamazada
Gamazada és el nom que va rebre a reacció popular sorgida a Navarra quan el ministre d'Hisenda del govern del Partit Liberal de Sagasta, Germán Gamazo y Calvo va pretendre suprimir el règim fiscal foral de Navarra que s'havia establert mitjançant la Llei Paccionada Navarresa de 1841. Va generar durant els anys 1893 i 1894 una alta mobilització per part del poble navarrès i les seves institucions, amb manifestacions i recollida de signatures
Les reivindicacions dels furs bascos es van iniciar a Vitòria amb manifestacions, que es van continuar a Biscaia, a Navarra i a Sant Sebastià, en aquest últim amb incidents tràgics el 1893. El ministre d'Hisenda Germán Gamazo va proposar augmentar la contribució anual de les províncies aforades, autoritzant al Govern en l'article 17 del Projecte de Llei de pressupostos, per a aplicar a Navarra i a les altres tres, les contribucions i impostos com en la resta de les províncies. La Diputació de Navarra (que era liberal quarantaiunista) va protestar formalment el 16 de maig i va ser secundada per ajuntaments i premsa. La representació enviada a Madrid per a entrevistar-se amb Sagasta i Gamazo va fracassar. El diari liberal El Eco de Navarra va convocar a manifestacions en les cinc capitals de districte el 28 de maig. Per al diumenge següent es va convocar altra gran manifestació a Pamplona.
En aquest clima es va produir també un episodi de revolta armada, de dos dies de durada, que es va iniciar en la nit de l'1 al 2 de juny, liderat pel sergent José López Zabalegui, cap del destacament del fort Infanta Isabel de Puente la Reina, amb dos soldats més, a més de dos veïns d'Obanos i altres dos de Puente la Reina. Al crit de "Visca els Furs!" es van dirigir a Arraiza on van ser detinguts per forces de la Guàrdia Civil i l'exèrcit. El sergent i els dos d'Obanos van aconseguir fugir i arribar a la frontera francesa. Aquest fet va ser condemnat per El Eco de Navarra descrivint-lo com "acte de demència executat per set il·lusos", i la Diputació va assegurar al governador civil Andrés García Gómez de la Serna que es tractava d'un episodi aïllat, i que "unànimement rebutgen els procediments violents".
El Govern, després de l'altercat de Puente la Reina, no va autoritzar la manifestació per al 4 de juny de 1893. No obstant això es van ajuntar més de 17.000 persones, sense distinció de classes ni partits polítics. La Corporació Foral, acompanyada de distingides personalitats de les províncies germanes, van anar al Govern Civil, on van ser rebuts pel governador. Va ser la major manifestació que s'havia conegut a Navarra fins a la data. Des de la Diputació a través d'octavetes es va demanar ordre i actitud d'unànime protesta contra l'article 17 del projecte de pressupostos. Gens de crits ni de parenceries inconvenients!. No obstant això des de la mateixa no només es reclamava la reivindicació econòmica, com va quedar reflectida en les consignes:
- Les de la Diputació: Pau i Furs.
- El Cercle Carlí: Visca Navarra. Visca els Furs i Visca Navarra i els seus Furs.
- El Cercle Integrista: Furs. Pacte Llei de 1841.
- Cercle Republicà: L'autonomia és la vida dels pobles.
- Ajuntament d'Estella: Visca les províncies Basco-Navarreses.

L'Orfeó Pamplonès va cantar el Gernikako arbola, per a finalitzar la protesta. Es van reunir més de 120.000 signatures en la seva contra, quan Navarra tenia uns 300.000 habitants, que es van presentar a la regent Maria Cristina el 7 de juny.
No es va aconseguir la revocació de la iniciativa del ministre, ja que va ser aprovat per les Corts per 99 vots contra vuit (el dels navarresos i el diputat per Morella). La Corporació va haver d'acudir a Madrid en 1894, requerida pel govern per a negociar. Aquestes negociacions van fracassar. Davant la qual cosa, segons refereix Echave Susaeta a "El Partido Carlista i los Fueros" la regent Maria Cristina d'Àustria va consultar al general Martínez Campos per la possibilitat d'intervenir, i aquesta va ser la resposta del general: 
| « | Senyora: Si es tractés d'altra província, podíem pensar a imposar la llei general, emprant la força si calgués; si es tractés de Navarra aïlladament, encara podíem anar per aquest camí, però hem de comprendre que Navarra té al seu costat a les tres Bascongades, i que si s'apel·la per força contra aquella, faran causa comuna tots els bascos, i amb ells tots els carlins d'Espanya, que provocarien un aixecament en aquelles províncies per a donar-te caràcter general, i en tal cas s'encadenarà novament la guerra civil. | » |

No obstant això atès que el ministre Gamazo va dimitir a causa de l'alçament a Cuba i va ser substituït per Amós Salvador Rodrigáñez, aquesta llei no es va arribar a aplicar. Aquest va presentar un altre projecte el 1895 que no va arribar a ser debatut a Corts. La defensa foral va enfortir la unió amb les altres tres províncies de règim foral (Biscaia, Àlaba i Guipúscoa), fent causa comuna, reactivant el lema "Laurak Bat" (unió de quatre o quatre en una). El poble, a diferència de la postura de la Diputació, va donar un fort contingut polític reivindicant la recuperació de la sobirania perduda el 1839, amb el Decret de Confirmació dels Furs.

## Monument als Furs de Navarra
Per a commemorar aquest fet molts pobles i ciutats de Navarra van posar als carrers i places més importants el nom de "Furs".

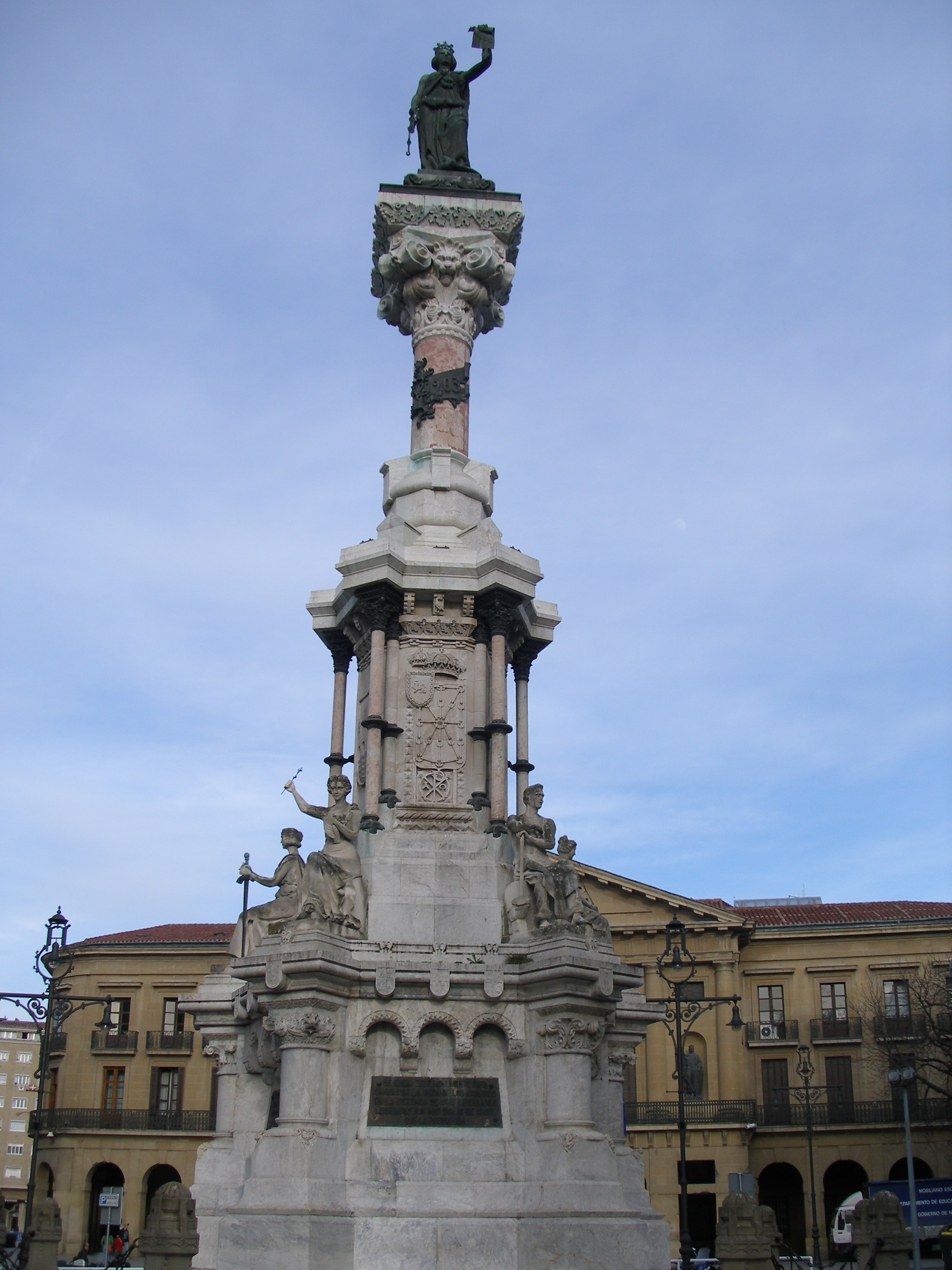
Monument als Furs a Pamplona, realitzat després de la Gamazada

En Pamplona i per subscripció popular es va aixecar el Monument als Furs, com a símbol de la llibertat navarresa, situant-lo davant del Palau de la Diputació Foral de Navarra. El va dissenyar l'arquitecte Manuel Martínez de Ubago, finalitzant en 1903, i mai no fou inaugurat. L'estàtua, de 25 metres d'altura, està dividida en tres cossos: 
- Cos inferior, de base pentagonal, que les seves cinc cares, simbolitzen les cinc merindades de Navarresa amb diversos petits escuts de pobles i ciutats. Sota hi ha cinc plaques de bronze amb les següents inscripcions:

| « | Es va erigir aquest monument per a simbolitzar la unió dels navarresos en la defensa de les seves llibertats, llibertats encara més dignes d'estimar que la pròpia vida. | » |

| « | La incorporació de Navarra a la Corona de Castella fou per via de la unió principal, retenint cada regne la seva naturalesa antiga, així en lleis com en territori i govern. | » |

| « | Juraven els nostres Reis guardar i fer guardar els Furs sense trencament algun, millorant-los, i que tota transgressió a aquest jurament seria nul·la, de cap eficàcia i valor. | » |

En euskera:
| « | Nosaltres els bascos d'avui en homenatge i recordant als nostres avantpassats, ens hem reunit aquí per a demostrar que volem conservar la nostra llei. | » |

En euskera i escrita en caràcters d'inspiració ibera:
| « | Nosaltres els bascos, no tenim més senyor que el nostre Déu; a l'estrany donem la benvinguda i hospitalitat, però mai suportarem el seu jou. Sapigueu-lo vosaltres, els nostres fills. | » |

- Cos mitjà, hi ha cinc grans escultures que simbolitzen el treball, la pau, la justícia, l'autonomia i la història.
- Espais intermedis, estan els escuts de Navarra i les cinc merindades (Estella, Olite, Pamplona, Sangüesa i Tudela).
- Cos superior, s'eleva una gran columna de marbre vermell amb capitell blanc i apareix la data de construcció en 1903 i l'estàtua de bronze de cinc metres d'altura, d'una dama coronada que sosté en la mà dreta, una cadena trencada, símbol de llibertat conquistada i en la mà esquerra la Llei Foral